# Bürgermeisterei Bleialf
Die Bürgermeisterei Bleialf war eine von ursprünglich 29 preußischen Bürgermeistereien, in die sich der 1816 neu gebildete Kreis Prüm im Regierungsbezirk Trier verwaltungsmäßig gliederte. Von 1822 an gehörte der Regierungsbezirk Trier, damit auch die Bürgermeisterei Bleialf, zur Rheinprovinz. Der Verwaltung der Bürgermeisterei unterstanden vier Gemeinden. Der Verwaltungssitz lag in der heutigen Ortsgemeinde Bleialf im Eifelkreis Bitburg-Prüm in Rheinland-Pfalz.
Die Bürgermeisterei wurde 1927 in Amt Bleialf umbenannt.

## Gemeinden und zugehörige Ortschaften
Zur Bürgermeisterei Bleialf gehörten folgende Gemeinden und Wohnplätze (Einwohnerzahlen Stand 1885):
- Bleialf (1.145 Einwohner) mit den Weilern und Wohnplätzen Alferberg (25), Bolzenpesch (11), Jüstenschlag (43), Mühlenberg (47), Pannenbrett (6), Richelsberg (19), Winterscheiderberg (9), Wippelsbach (22)
- Brandscheid (503) mit den Weilern bzw. Wohnplätzen Mühlenberg (24), Schneifel (43), Unter Brandscheid (24), Wilhelmsau (5)
- Buchet (420) mit den Weilern bzw. Wohnplätzen Alferberg (72), Berthaschacht (6), Halenfeld (93), Niederlascheid (28), Ritzelfenn (19), Schneifelfenn (3), Steinbach (21), Trift (4), Wassersäule (11), Weidinger (10)
- Oberlascheid (248) mit den Weilern Kemm (42) und Radscheid (144)

Insgesamt lebten 1843 im Bürgermeistereibezirk 1.187 Menschen in 191 Wohnhäusern. Bis auf sechs evangelische waren alle Einwohner katholisch. Es gab in Bleialf und in Brandscheid jeweils eine Kirche; die vier Schulen standen in Bleialf, Brandscheid, Halenfeld und Oberlascheid.
Bei einer statistischen Erhebung aus dem Jahr 1885 wurden 2.316 Einwohner in 401 Haushalten gezählt; annähernd alle Einwohner (2.247) waren katholisch; die Fläche der zugehörenden Gemeinden betrug insgesamt 4.667 Hektar, davon waren 554 Hektar Ackerland, 380 Hektar Wiesen und 980 Hektar Wald.

## Geschichte
Die Ortschaften im Verwaltungsbezirk der Bürgermeisterei Bleialf gehörten vor 1794 zum Fürstentum Prüm bzw. seit der zweiten Hälfte des 18. Jahrhunderts zum kurtrierischen Amt Prüm und waren der Schultheißerei Bleialf zugeordnet. Teile von Buchet, Niederlascheid und Radscheid gehörten zur Herrschaft Schönberg bzw. zuletzt zum kurtrierischen Amt Schönberg und wurden von Amelscheid (heute Ortsteil von Sankt Vith in Belgien) aus verwaltet. Im Jahr 1794 hatten französische Revolutionstruppen das Linke Rheinufer besetzt. Unter der französischen Verwaltung waren die genannten Ortschaften von 1798 an dem Kanton Schönberg zugeordnet, der zum Arrondissement Prüm im Saardepartement gehörte.
Aufgrund der Beschlüsse auf dem Wiener Kongress wurden 1815 wesentliche Teile des Rheinlands dem Königreich Preußen zugeordnet. Unter der preußischen Verwaltung wurden im Jahr 1816 Regierungsbezirke und Kreise neu gebildet, linksrheinisch behielt Preußen in der Regel die Verwaltungsbezirke der französischen Mairies vorerst bei. Die Bürgermeisterei Bleialf entsprach insoweit der vorherigen Mairie Bleialf. Unter der preußischen Verwaltung gehörte die Bürgermeisterei Bleialf zum Kreis Prüm im Regierungsbezirk Trier und ab 1822 zur Rheinprovinz.
Die Bürgermeistereien Auw, Bleialf und Winterscheid wurden schon in der zweiten Hälfte des 19. Jahrhunderts vom Bleialfer Bürgermeister in Personalunion verwaltet, blieben aber eigenständige Verwaltungsbezirke.
So wie alle Landbürgermeistereien in der Rheinprovinz wurde die Bürgermeisterei Bleialf 1927 in „Amt Bleialf“ umbenannt. Im Jahr 1933 wurden dem Amt Bleialf auch die Gemeinden der gleichzeitig aufgelösten Ämter Auw, Habscheid und Winterscheid zugeordnet. Aus dem Amt Bleialf entstand 1968 vorübergehend die Verbandsgemeinde Bleialf, die 1971 in der Verbandsgemeinde Prüm im Eifelkreis Bitburg-Prüm in Rheinland-Pfalz aufging.